# Forfexicaris valida
 La forfexicaride (Forfexicaris valida) è un artropode estinto, vissuto nel Cambriano inferiore (circa 520 milioni di anni fa). I suoi resti sono stati ritrovati in Cina, nel famoso giacimento di Maotianshan.

## Descrizione
Questo artropode primitivo era dotato di un carapace di forma ovale, quasi sferica, simile a un uovo. La struttura era lunga circa 1,5 centimetri e alta circa 1,3 centimetri, con una superficie liscia. Dalla parte anteriore dello scudo si protendevano due occhi peduncolati e un paio di grandi appendici dotate di spine. Resti frammentari di strutture simili a pagaie, inoltre, potrebbero rappresentare i rami branchiali delle appendici biramate, probabilmente utilizzate nel nuoto. Gli endopodi sono del tutto sconosciuti.

## Classificazione
Questo animale è considerato uno dei numerosi artropodi primitivi che ebbero una notevole diffusione del Cambriano; le appendici spinose sono molto simili a quelle di Occacaris, dalla forma corporea simile, ma presentano una singola fila di spine. Altri artropodi dalle “grandi appendici” includono Jianfengia, Yohoia, Leanchoilia e Fortiforceps; tutte queste forme vengono incluse nella classe Megacheira, ovvero "grandi mani".

## Stile di vita
Le “grandi appendici” spinose potrebbero essere state utilizzate per arpionare le prede, che venivano poi portate verso la bocca. Non si conosce il modo di locomozione dell'animale; forse nuotava libero in acqua, come sarebbe provato dall'estrema scarsità di resti fossili; se fosse vissuto sul fondale marino, infatti, i resti fossili di questa specie dovrebbero essere stati più comuni.